# Parasemia atrescens
Parasemia atrescens är en fjärilsart som beskrevs av Edward Alfred Cockayne 1951. Parasemia atrescens ingår i släktet Parasemia och familjen björnspinnare. Inga underarter finns listade i Catalogue of Life.